# Йохоа (озеро)
Йохо́а (исп. Lago de Yojoa, Lago Yojoa) — крупнейшее озеро Гондураса.

## Описание
Является основным источником пресной воды в стране. К озеру Йохоа прилегают территории четырёх муниципалитетов: Лас-Вегас и Сан-Педро-Сакапа департамента Санта-Барбара, Санта-Крус-де-Йохоа департамента Кортес и Таулабе департамента Комаягуа.

Оно вытянуто с севера на юг на 16 километров, его ширина составляет 5—6 километров, площадь 79 км², средняя глубина 15 метров. Непосредственно к северу от озера находится одноимённое вулканическое поле. С запада к озеру вплотную примыкают крутые горы национального парка Монтанья-Санта-Барбара, с востока озеро граничит с национальным парком Серро-Асуль-Меамбар.

Населённые пункты по берегу озера (по часовой стрелке с севера): Эль-Хараль, Багопе, Ла-Гуама, Пито-Соло, Ла-Махада, Хутьяпа. Вдоль восточного берега озера проходит автомагистраль CA5, вдоль южного — автодорога N-20, вдоль северного — N-54. Островов озеро не имеет.

Вдоль восточного берега озера, где проходит автомагистраль, работают несколько кафе и ресторанов, где путешествующие из Тегусигальпы в Сан-Педро-Сула (или наоборот) могут остановиться и пообедать только что пойманной рыбой. Также по берегам озера есть несколько маленьких гостиниц и мини-зоопарков.
Озеро Йохоа богато рыбой, также по его берегам селятся около 400 видов птиц (более половины из всех, обитающих в стране), описано около 800 видов водных и прибрежных растений, в том числе эндемик — пальма вида Cryosophila williamsii.
C 1971 года территория площадью 301,41 км², включающая акваторию озера Йохоа и прилегающую к ней местность, находится под охраной государства.
5 июня 2005 года озеро Йохоа было внесено в список Рамсарской конвенции.
На озере развито регулярное судоходство.
В период с III по XII века в районе озера Йохоя существовали многочисленные городские поселения, такие как: Салитрон-Вьехо (400—800 гг.), Травесия (500—950 гг.), Серро-Паленке (600—1050 гг.), Ла-Сьерра (600—1100 гг.).

## Галерея

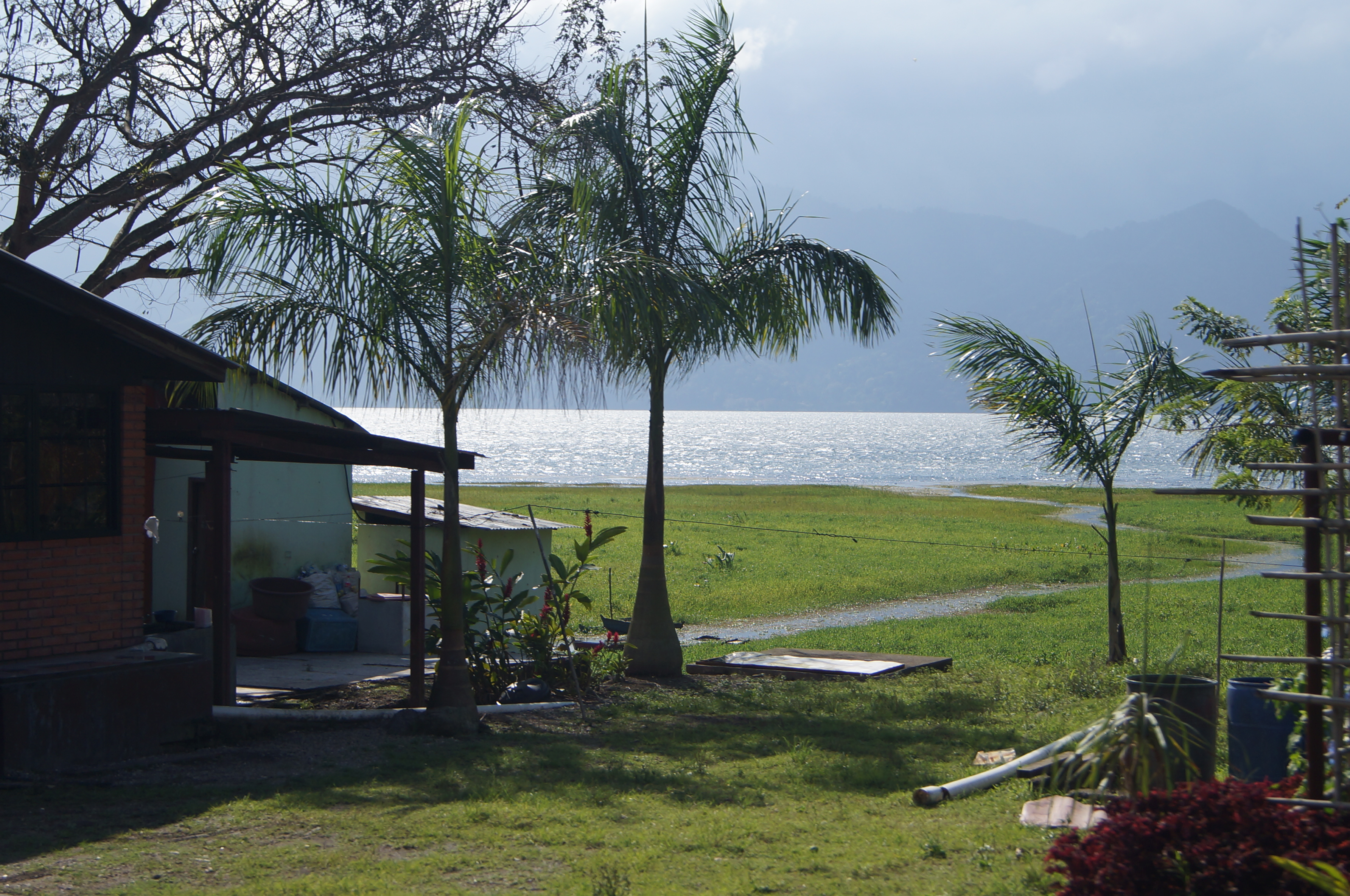
Дом на берегу озера
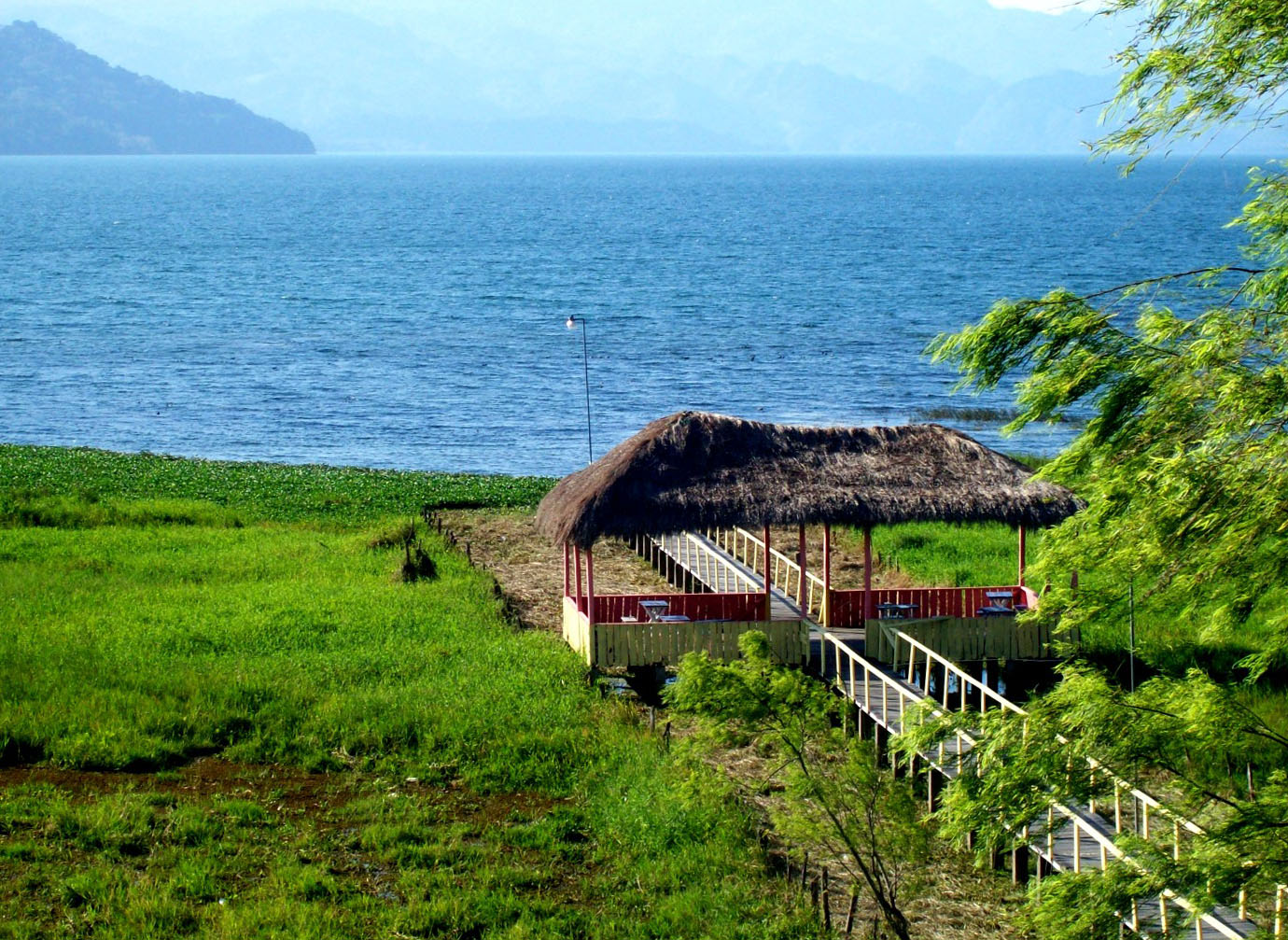
Беседка на берегу озера
Тренировка армии США на озере, февраль 2014.
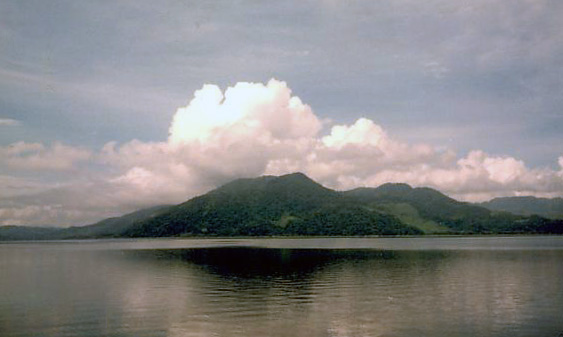
Вид на озеро и прилегающие горы в 1994 году